# Красилов, Алексей Павлович
Алексе́й Па́влович Краси́лов (15 марта 1921, Горохово, Челябинская губерния — 26 сентября 1996, Кишинёв) — советский военный лётчик, участник Великой Отечественной войны, Герой Советского Союза (1946), полковник Советской Армии. Выйдя в отставку работал в Республиканском межотраслевом институте повышения квалификации специалистов народного хозяйства при Госплане Молдавской ССР.

## Биография
Алексей Павлович Красилов родился 15 марта 1921 года в селе Горохово Гороховского сельсовета Кипельской волости Челябинского уезда Челябинской губернии, ныне сельсовет входит в Юргамышский район Курганской области.
Окончил Гороховскую начальную школу и продолжил учёбу в средней школе села Петровского. Не окончил. Умерла мать, и в 1937 году он устроился на работу в Юргамышскую контору «Заготзерно» счетоводом-таксировщиком.
С 1938 года член ВЛКСМ.
В 1938 году переехал в Челябинск, где окончил школу ФЗУ и работал электриком на Челябинском заводе имени Серго Орджоникидзе (ныне — «Станкомаш»), одновременно учился в аэроклубе.
В апреле 1940 года был призван на службу в Рабоче-крестьянскую Красную Армию. В 1942 году окончил Чкаловскую военную авиационную школу пилотов. С августа 1942 года на фронтах Великой Отечественной войны. В звании сержанта получил назначение на Калининский фронт в 235-й штурмовой авиационный полк на должность лётчика самолёта Ил-2. Воевал также на Воронежском, 1-м и 2-м Украинском фронтах.
В 1944 году вступил в ВКП(б), в 1952 году партия переименована в КПСС.
К концу войны капитан А. Красилов командовал эскадрильей 235-го штурмового авиаполка 264-й штурмовой авиадивизии 5-го штурмового авиационного корпуса 5-й воздушной армии 2-го Украинского фронта. Последний боевой вылет, во главе восьмёрки штурмовиков, сделал 9 мая 1945 года в районе города Брно (Чехословакия).
За время своего участия в боях он совершил 270 боевых вылетов на воздушную разведку, штурмовку и бомбардировку скоплений боевой техники и живой силы противника, нанеся ему большие потери.
Указом Президиума Верховного Совета СССР от 15 мая 1946 года за «образцовое выполнение боевых заданий командования на фронте борьбы с немецкими захватчиками и проявленные при этом мужество и героизм» капитан Алексей Красилов был удостоен высокого звания Героя Советского Союза с вручением ордена Ленина и медали «Золотая Звезда» за номером 9046.
После окончания войны продолжил службу в Советской Армии. В 1951 году окончил Военно-воздушную академию.
В декабре 1959 года в звании полковника был уволен в запас. Проживал в Кишинёве, после окончания в 1965 году Кишинёвского политехнического института имени С. Лазо сначала работал в нём же преподавателем политэкономии, а затем перешёл на работу в Республиканский межотраслевой институт повышения квалификации специалистов народного хозяйства при Госплане Молдавской ССР.
Алексей Павлович Красилов скончался 26 сентября 1996 года, похоронен на кладбище «Дойна» (кладбище «Святой Лазарь») города Кишинёва Республики Молдова.

## Награды
- Герой Советского Союза, 15 мая 1946 года[4][5]
  - Орден Ленина
  - Медаль «Золотая Звезда» № 9046
- Орден Красного Знамени, трижды: 5 января 1943 года[6], 11 сентября 1943 года[7], 31 декабря 1944 года[8]
- Орден Александра Невского, 13 июня 1945 года[9]
- Орден Отечественной войны I степени, дважды: 30 августа 1944 года[10], 1985 год(?).
- Орден Красной Звезды, 30 декабря 1956 года
- медали, в т.ч:
  - Медаль «За боевые заслуги», 15 ноября 1950 года
- Благодарность от командования 264-й ШАД.

## Память
- Имя Героя носила бригада швейной фабрики имени XXIII съезда КПСС.
- В его честь назван родник[11]
- Имя упомянуто в списке Героев Советского Союза уроженцев Юргамышского района в часовне Иоанна Воина в Елизаветинском бору Юргамышского района Курганской области.